# Vescomtat de Marçan
El vescomtat de Marçan fou una jurisdicció feudal de la Gascunya (Occitània), centrada al voltant de lo Mont, abraçant tota la comarca del País de Marçan.
Sanç IV de Gascunya va morir el 977 i va deixar terres als seus fills que van esdevenir caps de branques comtals i vescomtals. Un suposat fill Esi I, generalment no esmentat a les genealogies de Gascunya, també devia rebre territoris, suposadament les comarques de Marçan i de Maremne. Va morir en una data indeterminada entre el 977 i el 990, i va deixar els seus territoris al fill Aner I (o Asnar) que encara vivia el 993. Un altre fill Azinel va rebre la senyoria de Samadet. Aner I va morir cap a l'any 1009, i en aquesta data el seu fill Llop I va agafar el títol de vescomte de Marçan; son germà Sanç I va rebre la comarca de Maremne i es va titular vescomte de Maremne.
La línia vescomtal de Marçan va continuar amb Guillem I, el seu fill Ramon I, el fill d'aquest Aner II, i el fill d'aquest Llop II.
Guillem va deixar més fills: un d'ells, Guerau, mort passat el 1070, fou el primer consenyor de Marçan origen d'una branca senyorial continuada per Guillem (mort passat el 1070), Guerau II (mort passat el 1107) i Arnau Guillem (mort passat el 1180) que foren consenyors de Marçan i senyors de Rocafort i Montgallard, i tronc dels senyors de Cauna (Caunes), i de Tardets i Ahaxe.
El vescomte Llop II va morir vers el 1103. El va succeir el seu fill Pere I, dit Pere de Lobaner, que el 1118 es va casar amb la comtessa Beatriu III per lo qual va ser comte consort en el comtat de Bigorra el 1128, i el 1141 va fundar lo Mont. Va morir el 7 de setembre de 1163 i el va succeir el seu fill Pere Cèntul que el 1170, a la mort de la mare Beatriu, fou comte de Bigorra (Cèntul III). Va morir el 1178 i la successió va recaure altra vegada en una dona, Estefania, proclamada comtessa de Bigorra com Beatriu IV, i vescomtessa de Marçan com Beatriu I. Es va casar amb Pere vescomte de Dax i més tard amb Bernat de Comenge; va morir el 1190 i altra vegada només van deixar una filla Peronella, comtessa de Bigorra i vescomtessa de Marçan, filla de Bernat de Comenge (Aquest va sobreviure a la seva muller fins al 1226 però des del 1190 n'estava separat).
Peronella de Bigorra fou una figura extraordinària, nascuda el 1184 a Muret que els sis anys va tornar a Bigorra després de la separació dels pares. El rei d'Aragó en previsió del que pogués fer Bernat va comprometre l'enllaç de Peronella amb Gastó de Bearn quant la nena només tenia 8 anys; el 1196 es va casar doncs amb Gastó IV de Montcada vescomte de Bearn que fou investit comte de Bigorra i vescomte de Marçan però va morir el 14 de juliol de 1214; llavors Peronella es va instal·lar a Tarbes i per fer front a l'amenaça de Simó de Montfort es va casar amb el fill del regent d'Aragó, Nunio Sanç governador de Provença (1215) però el matrimoni fou anul·lat per Simó basant-se en un article de l'Estatut de Pàmies que exigia l'autorització de Simó per als enllaços de les dames nobles i hereves, i que va rebre el suport dels bisbes de Bigorra, Coserans i Comenge; es va haver de casar llavors amb Guiu de Montfort (segon fill de Simó), segurament per salvar el comtat (1216), i va tenir una filla anomenada Alícia i després una altra anomenada Peronella.
Guiu va morir el 20 de juliol de 1220 al setge de Castellnou d'Arri, i Amalric de Monfort, germà gran de Guiu i hereu de Simó la va fer casar amb Amalric de Rancon, però Peronella va exigir que la possible descendència no tingues drets i que fossin reconegudes hereves Alícia i Petronella; el nou comte va acceptar les condicions i va morir al setge d'Avinyó el 6 de juny de 1226 sense haver tingut fills; llavors es va casar, amb l'acord d'Amalric de Montfort, amb Bosó de Matha-Chabanaïs senyor de Cognac amb el que va tenir una tercera filla, Mata (llavors Peronella tenia 44 anys). Va morir el novembre de 1251 als 67 anys i va deixar hereva a Mata, ja que Alícia havia marxat a Paris amb els Montfort (Petronella va premorir a la mare), però Mata només fou reconeguda al vescomtat de Marçan i el Bigorra va quedar dividit i fou objecte d'un llarg plet successori.
El 1256 Mata (morta el 1270) es va casar amb Gastó VII de Montcada, vescomte de Bearn, Gabardà, Brulhès, baró i vescomte de Montcada, Vic, Muntanyola i Vacarisses i senyor de Castellvell, que fou comte consort de Bigorra (una part) i vescomte de Marsan. Des d'aquest moment el vescomtat queda unit al Bearn però el 1270 fou donat a la filla Constança. Aquesta va viure fins al 1310 en què Marsan va tornar al tronc principal dels vescomtes de Bearn que llavors eren els comtes de Foix, i va seguir el mateix destí que Bearn.
El 1484 una assemblea a Pau dels estats de Marçan i de Bearn va decidir l'enllaç de Caterina i va unir els destins de Marçan a Navarra i després a França.
El 20 d'octubre de 1620 el decret d'incorporació del Bearn a la corona incloïa Marçan.
Però poc després el vescomtat fou donat a Enric de la casa de Lorena-Armanyac, i va seguir en aquesta família, essent elevat a comtat a mitjans del segle xviii, i uns anys després a principat. Extinta la línia i pendent d'adjudicació va arribar la revolució.

## Llista de vescomtes
- Esi 977-?
- Aner I ?-1009
- Llop I 1009-?
- Guillem ?-1033
- Ramon 1033-1050
- Aner II 1050-1100
- Llop II 1100-1103
- Pere de Lobaner 1103-1163
- Pere Cèntul 1163-1178
- Beatriu I 1178-1196
- Bernat de Comenge 1178-1190 (espòs)
- Peronella 1196-1251
- Mata 1251-1270
- Gastó I 1251-1270
- Constança de Montcada 1270 - 1310
- Margarida de Bearn (regent) 1310 - 1319
- Gastó II 1310 - 1316
- Joana d'Artois (regent) 1319 - 1326
- Gastó II el Pietós 1316 - 1343
- Elionor de Comenge (regent) 1343 - 1345
- Gastó III Febus 1343-1391
- Yvain de Bearn (regent) 1391-1393
- Mateu de Castellbò 1393-1398
- Elisabet de Foix-Castellbò 1398-1426
- Arcambau de Grailly 1398 - 1416
- Joan I 1426-1436
- Mateu de Comenge (tutor) 1436 - 1448
- Gastó IV 1436-1471
- Elionor de Navarra (regent) 1471 - 1479 (Reina de Navarra el 1479)
- Francesc Febus 1471-1483 (Rei de Navarra el 1479)
- Magdalena de França (tutora) 1483 - 1485
- Caterina I de Navarra 1483-1517 (Reina de Navarra el 1483)
- Joan d'Albret 1491 - 1516 (Rei de Navarra el 1494)
- Alan d'Albret (tutor i administrador) 1516 - 1522
- Enric I d'Albret 1516 - 1555 (Rei de Navarra el 1517)
- Joana d'Albret 1555-1572 (Reina de Navarra el 1555)
- Enric II 1572-1610 (Rei de Navarra el 1572 i de França el 1589)
- Maria de Mèdici (regent) 1610 - 1617
- Lluís I 1610 - 1620 (Rei de França i Navarra el 1610)

- Decret d'annexió de Bearn (del que forma part Marsan) i Bigorra a la Corona, el 20 d'octubre de 1620
- Enric de Lorena 1623-1666
- Carles de Lorena 1666-1708
- Carles-Lluís 1708-1755 (va ser elevat a comte de Marsan)
- Gaston-Jean-Baptiste-Charles (fill associat) mort el 1743
- Camil 1755-1782 (príncep de Marsan)
- Pendent de successió 1782-1789
- Abolit per la revolució (1789)